# دیوید لولیا
دیوید لولیا (انگلیسی: David Lollia؛ زادهٔ ۲۰ دسامبر ۱۹۶۹) بازیکن فوتبال اهل فرانسه است.
از باشگاه‌هایی که در آن بازی کرده‌است می‌توان به باشگاه فوتبال ناوال، باشگاه فوتبال پاریس، و باشگاه فوتبال والنسین اشاره کرد.